# Liste des anciens États italiens
La liste des anciens États italiens recense les États qui se sont succédé au cours de l'Histoire sur le territoire de l'Italie contemporaine (péninsule italienne, îles de Sicile et de Sardaigne).
Les États concernés sont ceux qui ont exercé une certaine souveraineté politique. Sont donc exclues de la liste les entités ou structures ne revêtant pas le caractère d'État souverain, telles les régions administrées par un gouverneur pour le compte d'une puissance souveraine étrangère (ainsi la Sicile musulmane avant l'instauration de l'émirat des Kalbites) ou les fiefs féodaux présentant une autonomie très restreinte (petits seigneurs médiévaux dotés de privilèges limités ou situés dans la zone d'influence de seigneurs plus puissants ; fiefs revêtant le caractère de propriétés terriennes, et non de structures politiques, aux époques moderne et contemporaine). En revanche figurent dans la liste les États dont la souveraineté juridique n'est pas parfaite mais dont l'autonomie politique est suffisamment importante pour considérer qu'ils ont une certaine indépendance (par exemple le grand-duché de Toscane, juridiquement dépendant du royaume d'Italie, lui-même appartenant au Saint-Empire romain germanique).

## Antiquité
Pendant la période antique, plusieurs civilisations prospérèrent sur le territoire italien et créèrent des formes d'États plus ou moins élaborées.
Les peuples italiques, pour la plupart d'entre eux indo-européens, sont apparus en Italie dès le IIe millénaire av. J.-C. Ces peuples constituaient des ethnies diverses et ne parlaient pas tous la même langue. Ils étaient présents dans toute la péninsule italienne, ainsi qu'en Sardaigne et en Sicile. Établis en tribus, parfois confédérées, ils ne formaient pas d'États au sens strict, mais des peuples cependant indépendants et organisés politiquement.
À partir du IXe siècle av. J.-C., les Phéniciens établirent des comptoirs commerciaux sur les côtes de Sicile et de Sardaigne. Certains de ces comptoirs devinrent de véritables cités, dans la dépendance des grandes métropoles phéniciennes comme Tyr, Sidon ou Byblos. Au VIe siècle av. J.-C., Tyr ayant été soumise par les Babyloniens, les colonies phéniciennes de la Méditerranée occidentale furent intégrées à l'« empire » carthaginois (Carthage ayant elle-même été fondée en 814 av. J.-C. par des colons de Tyr).
Aux VIIIe et VIIe siècles av. J.-C., des flux d'émigrants grecs fondèrent sur les côtes de Sicile et du sud de la péninsule italienne (la Grande-Grèce) des colonies qui se constituèrent rapidement en cités-États indépendantes. Celles-ci accrurent leurs territoires au détriment des peuples italiques environnants et des établissements phéniciens puis carthaginois, mais également au détriment d'autres cités grecques voisines. Syracuse notamment domina sous la tyrannie de Denys l'Ancien les deux tiers orientaux de la Sicile.
En Italie centrale, les Étrusques constituaient un peuple dont l'origine fait l'objet de plusieurs hypothèses. Installés primitivement en Étrurie (à peu près la Toscane moderne), région à laquelle ils ont donné leur nom, ils s'étendirent aux VIIe et VIe siècles av. J.-C. dans la partie orientale de la Plaine du Pô et le long de la côte tyrrhénienne, jusqu'à Capoue. Ils étaient organisés politiquement en cités-États indépendantes. Les douze cités-États les plus importantes d'Étrurie formèrent une alliance durable, une sorte de confédération, la Dodécapole.
Tous ces peuples et cités-États furent annexés les uns après les autres par Rome, à l'origine petite cité fondée par des Latins, traditionnellement en 753 av. J.-C..

### Les cités-États étrusques

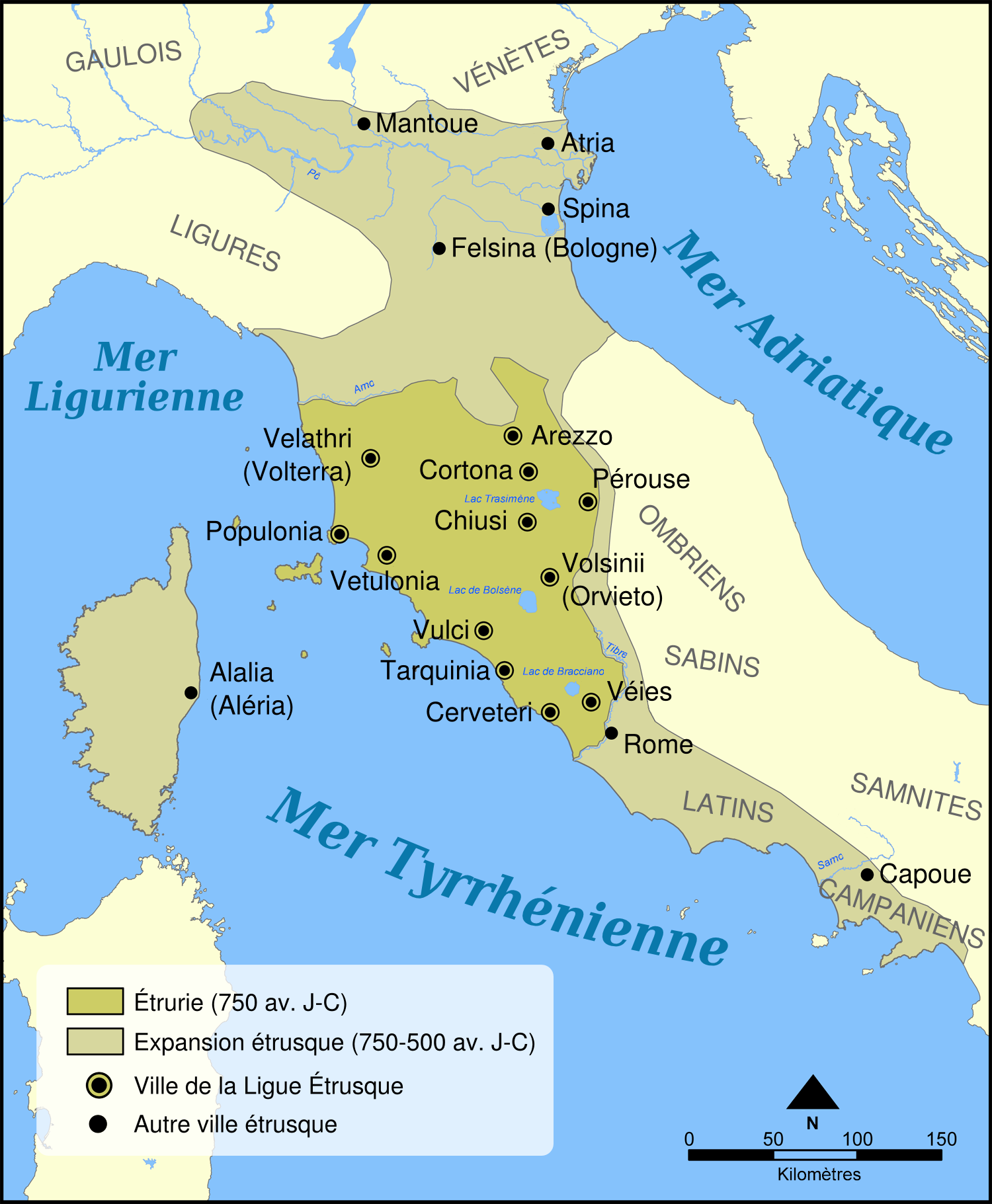
Les cités-États étrusques.

### Lespeuples italiquesanciens
- Italiques
- Sardes
- Osques
- Ombriens
- Volsques
- Bruttiens
- Samnites
- Lucaniens
- Rhètes

### Rome
- Monarchie romaine (753-509 av. J.-C.)
- République romaine (509-27 av. J.-C.)
- Empire romain (27 av. J.-C.-476 apr. J.-C.)

L'Empire est organisé à partir de Dioclétien en 286, épisodiquement dans un premier temps, puis définitivement à la mort de Théodose Ier en 395, en deux entités :
- Empire romain d'Occident (dont dépend l'Italie)
- Empire romain d'Orient

## Haut Moyen Âge
Odoacre, chef des Skires, allié aux Hérules et à des mercenaires barbares, prend Rome en 476. Il dépose l'empereur Romulus Augustule et envoie les insignes impériaux à l'empereur d'Orient Zénon, mettant ainsi fin à l'Empire d'Occident. Les États suivants se succèdent sur le territoire italien :
Royaume d'Odoacre (476-493)
Odoacre établit un royaume personnel en Italie. Il établit sa capitale à Ravenne.
Royaume ostrogoth (493-555)
En 493 le roi ostrogoth Théodoric le Grand, présent en Italie depuis 489, fait assassiner Odoacre et s'empare de l'Italie.
Royaume vandale (456-534)
Les Vandales, qui avaient fondé un royaume en Afrique du Nord en 429, s'étaient emparés de la Sardaigne en 456. Après la chute de Rome en 476, alors que la péninsule italienne et la Sicile sont dominées successivement par Odoacre, puis par les Ostrogoths, les Vandales conservent l'île.
Empire byzantin (534-1071)
Le général Bélisaire, au service de l'empereur romain d'Orient, ou empereur byzantin, Justinien Ier achève en mars 534 la conquête du royaume vandale, commencée en juin 533. La Sardaigne est alors rattachée à l'Empire. En 535, il débarque en Sicile puis entame cette même année la reconquête de l'Italie péninsulaire, possession des Ostrogoths. Celle-ci est achevée par le général Narsès en 555, qui détruit les dernières forces barbares à la bataille de Casilinum, deux ans après avoir tué à la bataille du mont Lactarius le dernier roi ostrogoth Teias. L'empereur byzantin reste alors seul maître de toute l'Italie continentale ainsi que des îles de Sardaigne et de Sicile pendant treize ans, jusqu'en 568, date à laquelle le peuple barbare des Lombards envahit la péninsule pour y établir, sur une partie du territoire, un royaume.
Les territoires byzantins de l'Italie sont organisés dans un premier temps autour de l'exarchat de Ravenne (555 - 751). L'exarque, qui concentre les pouvoirs civils et militaires et siège à Ravenne, capitale des différents États qui se sont succédé en Italie depuis la fin de l'Empire d'Occident, a autorité sur les fonctionnaires régionaux (province de Ligurie, conquise par le roi lombard Rothari en 643; province de Vénétie, qui se donne un doge selon la tradition en 697; Pentapole de Ravenne et exarchat proprement dit; duché de Rome, dont le duc est le pape à partir de 728; provinces du sud de la péninsule; Sicile; Sardaigne).
En 751, le roi lombard Aistolf conquiert Ravenne et met fin à l'exarchat. Après sa chute, les possessions byzantines en Italie sont réduites aux territoires du sud et à la Sicile, organisés en thèmes, ainsi qu'à la Sardaigne. En effet, en 752 le pape, duc de Rome, s'adresse au franc Pépin le Bref pour l'aider dans sa lutte contre les Lombards après la chute de Ravenne, s'affranchissant de facto de la tutelle byzantine. Ce dernier promulgue en 754 la donation de Constantin, un faux qui reconnait au pape un pouvoir temporel en Italie, notamment : c'est la donation de Pépin. En 756, il prend Ravenne et l'ancienne Pentapole byzantine, qu'il donne comme promis au pape. L'ensemble territorial ainsi formé constitue l'embryon des États pontificaux, dans la sphère carolingienne et non plus byzantine. Par ailleurs Venise, éloignée des territoires du sud, prend ses distances avec l'Empire. En 803, le traité dit de la Pax Nicephori (entre les empereurs byzantin Nicéphore Ier et carolingien Charlemagne) aboutit à une indépendance de fait de la république de Venise (même si Byzance réaffirme ses droits sur la lagune).
En 827, les Arabes de Kairouan prennent Mazara en Sicile. Ils conquièrent peu à peu l'ensemble de l'île et prennent Taormine en 902. Les judicats sardes se rendent par la suite rapidement indépendants.
À partir de 898, les thèmes du sud de la péninsule sont regroupés en un catépanat d'Italie (898 - 1071) dont le siège est à Bari. Les territoires grecs sont peu à peu conquis par les différentes forces du sud italien (Lombards, Normands) et en 1071 Bari elle-même est conquise par le duc d'Apulie, ce qui met fin définitivement à la présence byzantine en Italie.
Royaume lombard (568-774)
Les Lombards entrent en Italie par le Frioul en 568. Ils fondent un royaume aux dépens de l'Empire byzantin dont la capitale est Pavie, cité prise en 572. Ce royaume couvre toute la plaine du Pô, le Frioul et la Toscane au nord, ainsi que, au centre et au sud de la péninsule, de vastes territoires constitués par les duchés de Spolète et de Bénévent. À son apogée, il est constitué de 36 duchés. Le royaume lombard est conquis par Charlemagne qui prend Pavie en 774.

## Moyen Âge et Époque moderne

L'Italie en l'an 1000.

Au Moyen Âge puis à l'Époque moderne, l'Italie est divisée durablement en trois grandes zones géopolitiques entre les règnes de Charlemagne et de Napoléon.
Après la conquête de Pavie par Charlemagne, celui-ci ceignit la Couronne de fer des rois lombards. Le nord de la péninsule italienne forma alors un royaume carolingien d'Italie, héritier direct du royaume lombard (la dénomination regnum Langobardorum est abandonnée en 817 pour celle de regnum Italicum). En 800, Charlemagne fut couronné empereur. Le royaume d'Italie dépendit alors, au même titre que les autres États francs, de l'Empire carolingien. En 962 il intégra le Saint-Empire romain germanique fondé par Otton Ier le Grand dont il dépendit, au moins de jure, jusqu'à l'ère napoléonienne. Le roi d'Italie étant aussi l'empereur à partir de cette date, le royaume n'intégra jamais les institutions de l'Empire dont les organes, comme la Diète impériale, réunissaient les princes immédiats de l'Empire autres que l'empereur lui-même. De même, les États italiens dépendant du royaume d'Italie (Florence, Milan, Parme, etc.) ne furent jamais représentées au sein des institutions impériales, ne bénéficiant pas de l'immédiateté, le royaume d'Italie s'interposant. Ce royaume d'Italie couvrait initialement le Piémont, la Lombardie, toute la plaine orientale du Pô (la marche de Vérone), le Frioul, le Trentin et plus au sud la Toscane et le duché de Spolète. Sa surface se réduisit cependant avec le temps. Ainsi, la marche de Trente en fut détachée en 951 ou 952 pour être rattachée au royaume de Germanie par Otton Ier. En 1231, le duché de Spolète fut démantelé, une partie étant rattachée aux États du pape, l'autre au royaume des Deux-Siciles. Pendant le premier quart du XVe siècle, la république de Venise, qui était un État totalement souverain, conquit le Frioul et toute la plaine orientale du Pô, jusqu'à Bergame (1428), amputant de ce fait le royaume d'Italie de ces vastes territoires. Ce dernier à cette époque n'était donc plus constitué à peu près que par le Piémont, une partie de la Lombardie (avec Milan) et la Toscane.
Le centre de la péninsule italienne forma les États pontificaux. En 752, le pape, duc de Rome ou du Latium depuis 728, s'affranchit de la tutelle byzantine. En 754 le roi franc Pépin le Bref fit une donation au pape par laquelle il confiait à ce dernier les territoires qu'il prendrait sur les Lombards. Deux ans plus tard en 756, Pépin ayant reconquis l'ancien exarchat de Ravenne, celui-ci fut adjoint au duché de Rome pour former la colonne vertébrale des États pontificaux tels qu'ils existeront pour les mille années suivantes. La donation de Pépin fut confirmée par Charlemagne en 774 après la chute du royaume lombard. En 1115, la comtesse Mathilde de Toscane mourut après avoir légué ses fiefs au pape. Cependant, cet héritage fut contesté par l'empereur et le marquisat de Toscane et autres terres de Mathilde ne furent pas intégrées aux États pontificaux. En 1231, Spolète et une partie de l'ancien duché de ce nom furent rattachées à ces États. Au milieu du XIVe siècle, les États pontificaux étaient à leur extension maximale et les Constitutions égidiennes établirent en 1357 sept provinces : Rome, la province de Campagnie, la province Maritime, le Patrimoine de Saint Pierre, la marche d'Ancône, la province de Romagne et le duché de Spolète ; auxquelles il faut ajouter les enclaves de Bénévent et de Pontecorvo dans le royaume de Naples et celles d'Avignon et du Comtat Venaissin en France. Les États pontificaux dépendirent d'abord de l'Empire carolingien puis du Saint-Empire romain germanique. L'empereur renonça à sa suzeraineté sur ceux-ci en juillet 1177, lors de la paix de Venise.
Dans le Sud de la péninsule italienne, le duc lombard de Bénévent ne reconnut pas l'autorité de Charlemagne, contrairement à celui de Spolète, et devint indépendant lors de la chute de Pavie en 774. Par ailleurs, les autres territoires du sud de la péninsule italienne, ainsi que la Sardaigne, la Sicile et la lagune vénitienne, formaient à cette date des possessions de l'Empire byzantin. Dans les siècles qui suivirent, ces territoires initialement byzantins formèrent des États souverains, soit qu'ils se rendirent indépendants d'eux-mêmes, en suivant en cela l'exemple du pape, duc de Rome, en 752 (la république de Venise, le duché de Naples, les républiques maritimes d'Amalfi ou de Gaète, les judicats sardes...), soit qu'ils furent créés par des puissances étrangères (les duchés d'Apulie et de Calabre, ainsi que le comté de Sicile, créés par les Normands, ou les émirats de Sicile ou de Bari, créés par les Arabes). Ainsi, ces territoires formèrent autour de l'an 1000 un certain nombre de petits États souverains appartenant à des peuples différents, Lombards (le duché de Bénévent initial ayant été divisé en plusieurs principautés), Byzantins (l'Empire lui-même conservera des territoires jusqu'en 1071), Normands et Arabes. Par la suite, les Normands unifièrent tout le sud de la péninsule, auquel ils adjoignirent la Sicile, et fondèrent en 1130 le royaume des Deux-Siciles. La Sardaigne fut conquise par le roi d'Aragon entre 1323 et 1420, et forma un royaume personnel pour ce souverain. La république de Venise enfin continua à prospérer.

### États dépendant de l'Empire carolingien, puis duSaint-Empire romain germanique

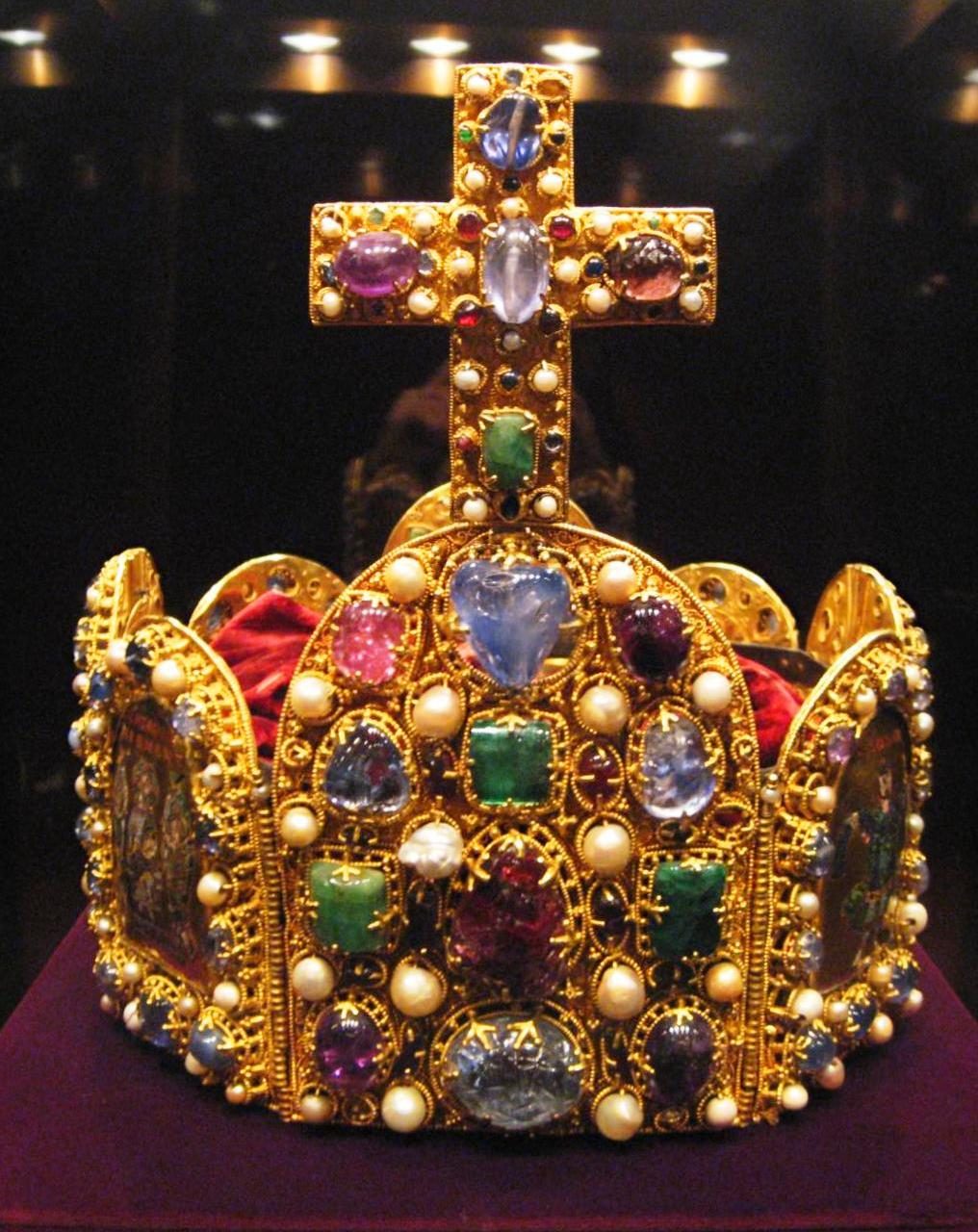
La couronne des empereurs du Saint-Empire romain germanique.

Le nord de la péninsule italienne a donc appartenu successivement aux entités suivantes :
- Empire carolingien (800-962)
- Saint-Empire romain germanique (962-1806), aboli le 6 août 1806.

Trois ensembles territoriaux ont formé au cours de l'Histoire des dépendances de ces empires.
Le premier était constitué par le royaume d'Italie. Il était le plus important des trois puisqu'il intégrait autour de l'an 1000 de vastes territoires autour de la plaine du Pô (Piémont, Ligurie, Lombardie, Émilie, Vénétie à l'exception de la lagune vénitienne et de Venise elle-même, Frioul), toute la Toscane et le vaste duché de Spolète. La perte de ce duché en 1231 au profit des États pontificaux et du royaume des Deux-Siciles et les conquêtes vénitiennes du premier quart du XVe siècle (Frioul, Vénétie, Lombardie orientale) réduisirent considérablement sa surface. Comme il a été précisé précédemment, ce royaume d'Italie était l'héritier direct du royaume lombard. Si le franc Charlemagne conquit le royaume de Didier en 774, ce fut pour devenir lui-même roi des Lombards, cet État n'étant dénommé regnum Italicum qu'à partir de 817 seulement. Entre 774 et 800, le royaume était complètement indépendant de jure, formant une union personnelle avec les autres États de Charlemagne. À partir de 800 il intégra l'Empire carolingien et eut ses propres monarques. En 962 il intégra le Saint-Empire formé par Otton Ier. Dès lors les rois d'Italie furent les empereurs jusqu'en 1803. Cependant, l'autorité impériale en Italie s'affaiblit considérablement à partir du milieu du XIIIe siècle avec la chute des Hohenstaufen, et les empereurs finirent par se désintéresser du royaume d'Italie. Par la suite, ils intervinrent cependant épisodiquement dans le royaume, notamment s'agissant des questions de succession des principautés italiennes, et ils maintinrent un représentant plénipotentiaire en Lombardie jusqu'à la fin du XVIIIe siècle. L'archevêque de Cologne garda jusqu'à la chute du Saint-Empire le titre honorifique d'archichancelier d'Italie.
Le second ensemble territorial était constitué par les États pontificaux. Ils comprenaient à l'origine le duché de Rome, propriété du pape en 752, date à laquelle en se tournant vers Pépin le Bref, celui-ci récusa de facto l'autorité de l'empereur byzantin. Ils comprenaient aussi l'exarchat de Ravenne, conquis par Pépin sur les Lombards en 756 et donné aussitôt à l'évêque de Rome en application de la donation consentie en 754. Les États pontificaux furent formellement souverains de 752 à 800, puis intégrèrent cette année-là l'Empire carolingien, Charlemagne ayant été couronné empereur par le pape Léon III. Par la suite les papes contestèrent l'autorité des empereurs, et après les évènements liés à la querelle des Investitures et à la lutte du sacerdoce et de l'Empire, l'empereur renonça à la suzeraineté sur les États pontificaux lors de la paix de Venise en 1177.
Le troisième ensemble territorial était constitué d'États qui formaient des principautés immédiates du Saint-Empire, et donc ne dépendaient ni du royaume d'Italie ni des États pontificaux. Ils étaient intégrés dans les institutions de l'Empire (Diète d'Empire et/où cercles impériaux). Il s'agit en premier lieu des États situés dans la région du Trentin. La marche de Trente fut détachée en 951 ou 952 du royaume d'Italie pour être rattachée au royaume de Germanie par Otton Ier. Au début du XIe siècle furent créés dans cet espace les principautés ecclésiastiques de Trente et de Brixen, ainsi que le comté de Tyrol. Il s'agit en deuxième lieu du comté de Gorizia, ou de Goritz, détaché du Frioul au XIe siècle également. Il s'agit enfin du comté, puis duché de Savoie. Si le Piémont savoyard était un territoire inclus dans le royaume d'Italie, la Savoie proprement dite formait une dépendance du royaume de Bourgogne, État dépendant théoriquement de l'Empire carolingien, mais qui ne sera inclus dans le Saint-Empire qu'en 1032.

#### États dépendant du royaume d'Italie

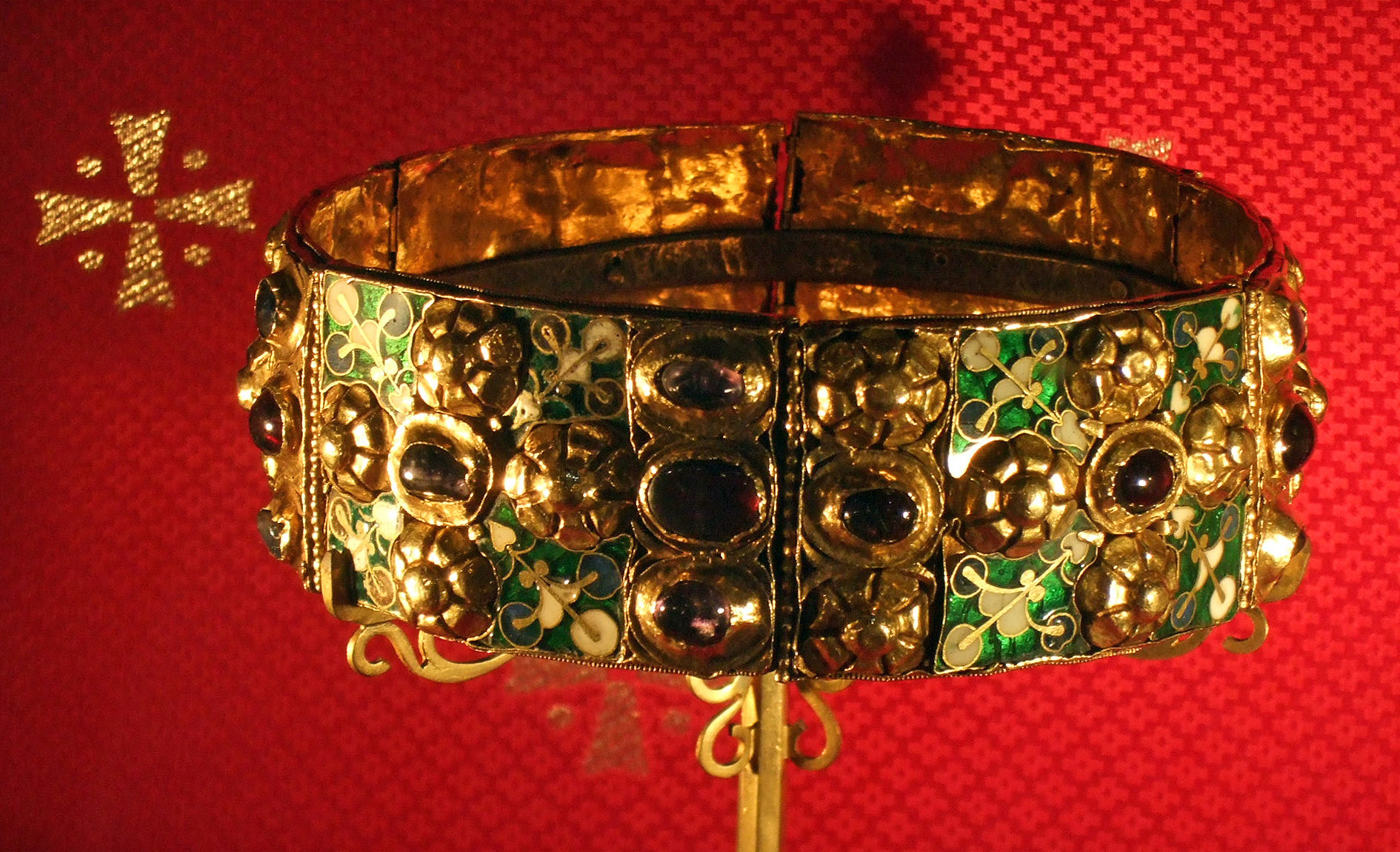
La Couronne de fer, portée par les rois lombards puis les rois d'Italie jusqu'au XIXe siècle.

- Royaume d'Italie (774-1802), aboli de fait en 1802.

Le royaume d'Italie était organisé à partir des Carolingiens et jusqu'au XIIe siècle en grandes principautés territoriales, les marches, qui remplacèrent les anciens duchés lombards.
Dans le Piémont et en Lombardie fut créée la marche d'Ivrée (888 - 1015). Furent détachées de celle-ci la marche de Turin (ou de Suse) (941-1057), la marche de Ligurie orientale (initialement appelée marche obertengue, du nom de son premier titulaire Oberto Ier) (961-1193) et le marquisat de Montferrat (initialement appelé marche aléramique, du nom de son premier titulaire Alérame) (961-1553) (cf. infra).
Dans la partie orientale de la plaine du Pô, furent créées successivement, sur un même vaste territoire, la marche du Frioul (846-925) puis la marche de Vérone (951-1151).
Dans le centre de la péninsule, sur le territoire du même nom, fut créée la marche de Toscane (ou de Tuscie) (797-1197).
Plus au sud, le duché de Spolète (774-1231) subsista après la chute du royaume lombard. Il resta dans la sphère d'influence du royaume d'Italie jusqu'en 1231, date à laquelle il fut démantelé et partagé entre les États de l'Église (avec la cité de Spolète) et le royaume des Deux-Siciles.
Sur ce substrat composé de ces vastes principautés féodales souvent héréditaires, commencèrent à émerger dès le XIe siècle des pouvoirs locaux qui s'attachèrent à s'émanciper de l'autorité de ces grands féodaux, et de l'autorité royale et impériale elle-même. Ainsi, des feudataires laïcs et ecclésiastiques obtinrent une large autonomie. Surtout, de nombreuses communes du royaume se dotèrent d'institutions propres et, profitant des évènements liés à la querelle des Investitures et à la lutte du sacerdoce et de l'Empire, se transformèrent en véritables républiques urbaines. Par la suite, à partir du XIVe siècle, la plupart d'entre elles se transformèrent en principautés personnelles, souvent des fiefs impériaux. Suit la liste alphabétique indicative de ces États.

#### États dépendant desÉtats de l'Église(dans l'Empire carolingien, puis leSaint-Empire)
- États de l'Église (752-1177)

Comme précisé plus haut, le pape était formellement souverain sur ses États entre 752 et 800, date à laquelle ils intégrèrent l'Empire carolingien, nouvellement créé. Par la suite, les États pontificaux dépendirent du Saint-Empire romain germanique fondé en 962. Le pape recouvra après la Paix de Venise de 1177 la pleine souveraineté temporelle sur ses États.
Comme dans le royaume d'Italie, des feudataires locaux et des républiques urbaines s'affranchirent, pour certains dès le XIe siècle, de l'autorité supérieure et formèrent de petits États dotés d'une très large autonomie. La liste de ces États figure infra dans le paragraphe consacré aux États de l'Église souverains.

#### Principautés immédiatesduSaint-Empire romain germanique
Les États dont la liste suit ne formaient pas des dépendances du royaume d'Italie mais, eu égard aux circonstances historiques exposées plus haut, des principautés immédiates du Saint-Empire, intégrées aux institutions de ce dernier, comme fiefs impériaux, majeurs ou mineurs.

### États dépendant des États de l'Église (souverains)

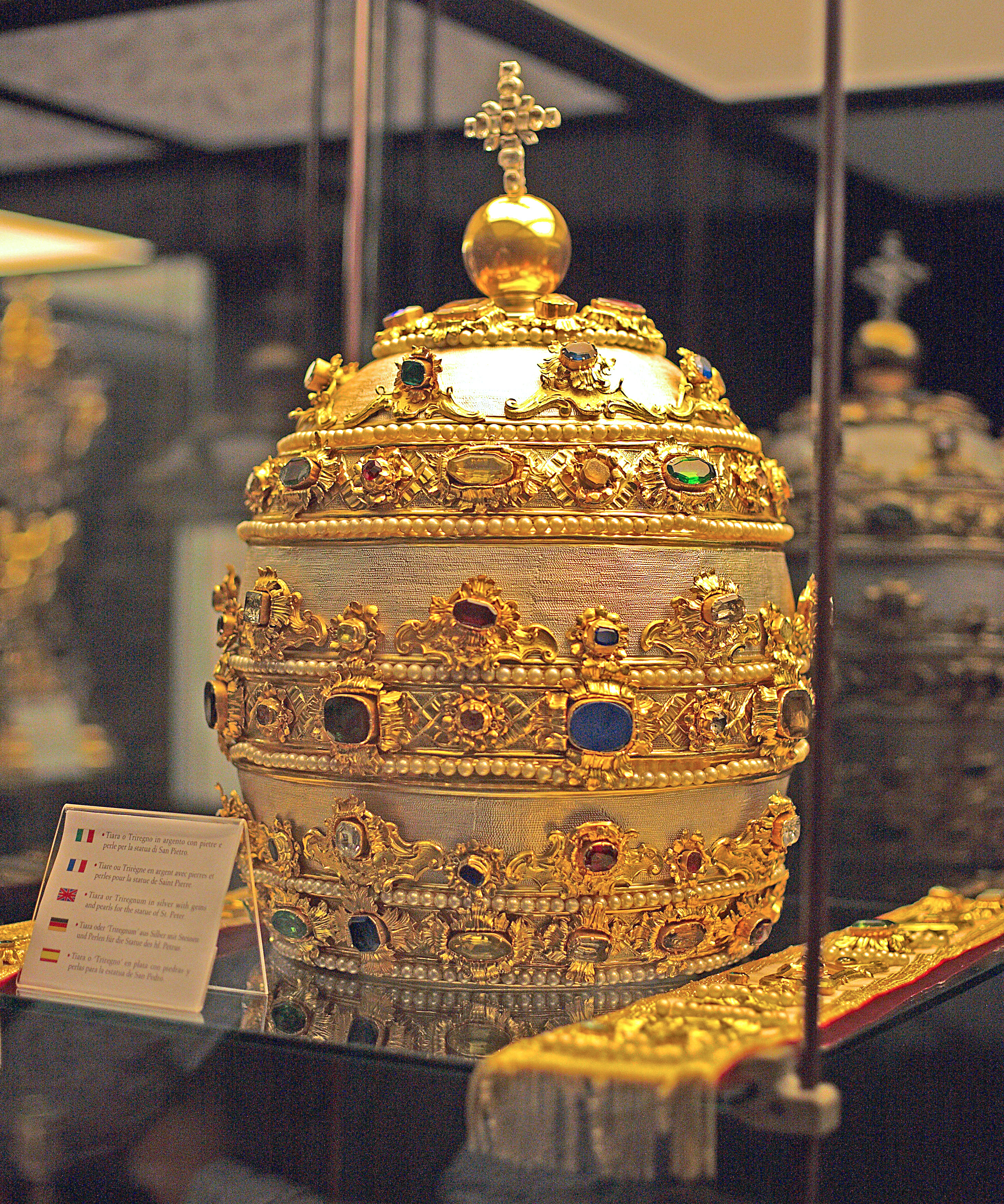
Une des tiares pontificales conservées dans le trésor de la basilique Saint-Pierre, à Rome.

- États de l'Église (1177-1798), abolis en février 1798.

Après avoir obtenu la reconnaissance par l'empereur de sa pleine et entière souveraineté sur ses États, le pape ne disposait pas pour autant sur ceux-ci d'une autorité temporelle bien affermie.
En effet, les feudataires et les républiques urbaines qui avaient obtenu, comme dans le royaume d'Italie, une large autonomie à l'occasion des évènements liés à la querelle des Investitures et à la lutte du sacerdoce et de l'Empire conservèrent intact leur pouvoir, et le renforcèrent même à l'occasion des schismes et de l'installation du pape à Avignon (XIVe siècle).
À Rome même, où subsistait une forme de pouvoir pseudo-républicain, les grandes familles du Latium (Colonna, Orsini, Savelli…), liées aux papes successifs et aux cardinaux, se partageaient la charge de sénateur et formaient des factions qui occupaient des bastions et des places fortes dans la campagne romaine, et jusque dans la cité.
À partir de la seconde moitié du XIVe siècle, les papes s'efforcèrent de rétablir leur autorité sur leurs États italiens.
En 1353 Innocent VI envoya à cette fin dans la péninsule le cardinal Gil Álvarez Carrillo de Albornoz à la tête d'une petite armée de mercenaires. Ce dernier commença une campagne contre le seigneur de Viterbe, Giovanni di Vico, qui avait usurpé la plupart des territoires du pape dans le Latium et en Ombrie. Giovanni di Vico fut battu à la bataille de Viterbe le 10 mars 1354 et signa un acte de soumission. Albornoz se déplaça alors vers les Marches et la Romagne contre les Malatesta de Rimini et les Ordelaffi de Forlì. Il soumit ensuite les Montefeltro d’Urbino et les da Polenta de Ravenne ainsi que les villes de Senigallia et d’Ancône.
En 1367, Urbain V fit son entrée à Rome. Il retourna cependant à Avignon en 1370. En 1377, Grégoire XI réinstalla définitivement la papauté à Rome.
Par la suite, les papes continuèrent leur politique de rétablissement de leur autorité temporelle et firent passer sous leur administration directe, en nommant des gouverneurs-légats, les territoires des États confisqués ou tombés en déshérence. À la fin de la Renaissance, le pouvoir pontifical était effectif sur à peu près l'ensemble des États de l'Église.
Suit la liste alphabétique indicative des États qui ont existé dans cet espace.

### États souverains
Comme précisé plus haut, se formèrent d'une part sur les anciens territoires de l'Empire byzantin dans le sud de la péninsule italienne, en Sicile, en Sardaigne et dans la lagune vénitienne et d'autre part sur les territoires du duché lombard de Bénévent, un certain nombre d'États souverains, hors de la sphère d'autorité des puissances du nord et du centre de la péninsule, c'est-à-dire l'empereur et le pape.
Suit la liste alphabétique indicative de ces États.

## L'Italie dans l'Europe napoléonienne (1796-1814)

### Lesrépubliques sœurs, leroyaume d'Italieet l'Empire français

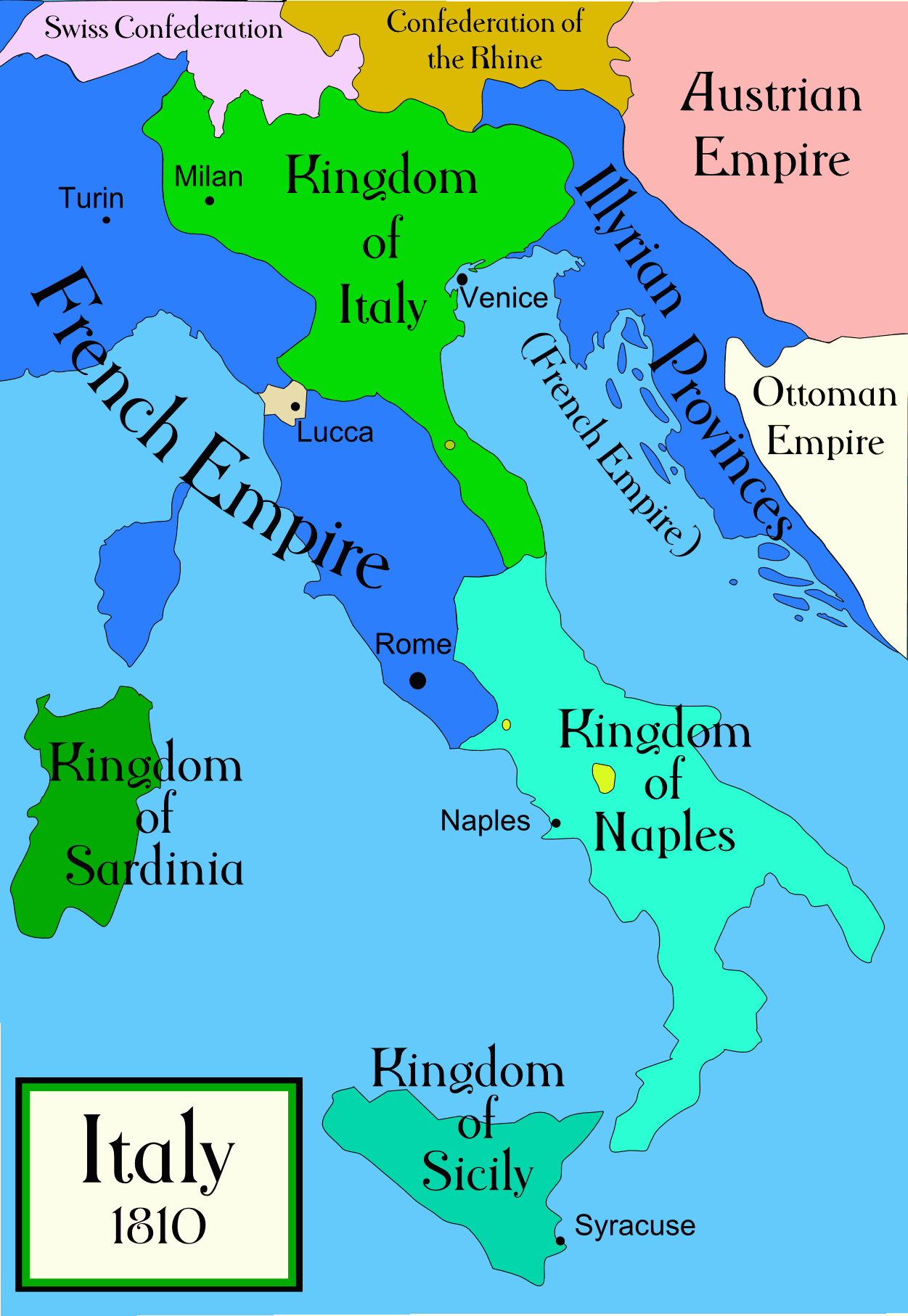
La péninsule italienne en 1810.

Après l'invasion de la péninsule italienne par l'armée d'Italie dont le général en chef était Napoléon Bonaparte à partir du 27 mars 1796, un certain nombre de républiques sœurs furent créées à la suite de révolutions fomentées ou soutenues par la France. Ces satellites de la France étaient asservis aux intérêts de cette dernière, qui intervenait à tout moment dans leurs affaires, quand elle ne les gouvernait pas elle-même par le biais de ses représentants civils ou militaires.
Ces républiques finirent pour la plupart par être intégrées au royaume d'Italie ou à la France.

#### Lesrépubliques sœurs
- République d'Alba (du 26 au 28 avril 1796)

Cette petite république formée autour de la ville d'Alba, dans le Piémont, eut une existence très brève (deux jours) et réintégra ensuite le Piémont savoyard.
- République piémontaise (septembre 1798-juin 1799)

Cette république fut constituée dans le Piémont savoyard et provoqua la fuite du roi Charles-Emmanuel IV. Elle fut détruite en juin 1799 par les troupes austro-russes et Charles-Emmanuel IV recouvra ses États.
- République subalpine (juin 1800-septembre 1802)

Cette république fut créée après une nouvelle intervention des troupes françaises dans le Piémont savoyard. Elle fut annexée à la République française le 11 septembre 1802.
- République ligurienne (mai-juin 1797-juin 1805) (d'avril à juin 1815)

En mai-juin 1797, l'antique république aristocratique de Gênes dut changer sa constitution et adopter le modèle français, sous la contrainte de Bonaparte et d'une partie de la bourgeoisie génoise. Cette nouvelle République ligurienne fut annexée à l'Empire français en juin 1805. Son territoire fut rattaché au royaume de Sardaigne à la chute de l'empereur. La République ligurienne fut de nouveau indépendante pendant les Cent-Jours puis intégra définitivement le royaume de Sardaigne.
- République transpadane (décembre 1796- juillet 1797)

Les territoires des duchés de Milan et de Mantoue étaient occupés par les troupes françaises depuis l'été 1796. Une Administration générale de Lombardie gérait ces territoires. À l'instigation de Bonaparte, une République transpadane fut créée dans cet espace en décembre (capitale : Milan). Elle sera augmentée en mars 1797 des provinces vénitiennes de Bergame, Brescia et Crema qui s'étaient soulevées contre la république de Venise et en mai 1797 des territoires de l'ancien duché de Modène et de Reggio, prélevés sur la République cispadane. En juillet 1797, les républiques transpadane et cispadane fusionnèrent pour former la République cisalpine.
- République cispadane (octobre 1796-juillet 1797)

Cette république fut créée par la fusion des républiques bolonaise et de Modène et Reggio en octobre 1796. Son territoire était donc constitué de ceux de Modène (la capitale), Reggio, Bologne et Ferrare. Elle fusionna elle-même avec la République transpadane en juillet 1797 pour former la République cisalpine.
- République de Modène et Reggio (octobre 1796)

Cette éphémère république fut créée en octobre 1796 après l'invasion du duché par les troupes de Bonaparte. Elle fut remplacée presque aussitôt par la République cispadane.
- République bolonaise (de juin à octobre 1796)

Cette république fut créée après l'occupation des légations pontificales de Bologne et Ferrare par les troupes de Bonaparte. Son territoire recouvrait ceux de ces légations. Le 16 octobre 1796, la République bolonaise fut intégrée dans la République cispadane.
- République de Lucques (janvier 1799-juin 1805)

L'antique république oligarchique de Lucques laisse la place en janvier 1799, après l'occupation de la cité par les troupes françaises, à une république dont le régime est calqué sur le modèle des autres républiques sœurs de la péninsule. Cet État est remplacé par la principauté de Lucques et Piombino en juin 1805.
- République romaine (février 1798-septembre 1799)

Les troupes françaises, menées par le général Berthier, envahirent Rome le 11 février 1798. Le pape Pie VI fut déposé et déporté en Toscane. Le 15, fut instituée dans le Latium la République romaine. Celle-ci s'effondra en septembre 1799 après le départ des Français et l'entrée dans Rome des troupes napolitaines. Le Latium réintégra les États pontificaux.
- République tibérine (de février à mars 1798)

Cette éphémère république fondée à Pérouse le 4 février 1798 est rattachée à la République romaine le 7 mars suivant.
- République ancônitaine (juin 1797-février 1798)

Cette république est établie à l'occasion d'un soulèvement contre le légat du pape dans la marche d'Ancône. Elle est rattachée en février 1798 à la République romaine, qui venait juste d'être créée.
- République parthénopéenne (de janvier à mai 1799)

Cette république est proclamée sur la partie péninsulaire du royaume des Deux-Siciles en janvier 1799, à l'instigation du général Championnet (capitale : Naples). Les Bourbon sont restaurés en mai.

#### LaRépublique cisalpine, laRépublique italienneet leroyaume d'Italie
- République cisalpine (1797-1802)

Cette république est créée début juillet 1797 à partir de la République transpadane et intègre dès la fin du même mois de juillet la République cispadane. Elle sera augmentée de quelques autres territoires ultérieurement : en octobre 1797, de la Valteline, Bormio et Chiavenna, ainsi que des territoires de Vénétie à l'ouest de l'Adige; en septembre 1800, le Novarais; en février 1801, Vérone, Legnano et la Polésine.
- République italienne (1802-1805)

Cet État prend la succession de la République cisalpine, sans changement territorial.
- Royaume d'Italie (1805-1814)

Cet État prend la succession de la République italienne. Le reliquat des anciens territoires vénitiens, y compris Venise, sont annexés au royaume en décembre 1805. Les Marches pontificales sont annexées en 1808. Le Tyrol méridional, avec Trente et Brixen, sont annexés en 1810.

#### LaRépublique françaiseet l'Empire français
À partir de 1802, un certain nombre de territoires de la péninsule italienne furent purement et simplement annexés à la France (la Savoie fut annexée dès 1792) :
- République française (1802-1804)
Sous la Première République française (régime du Consulat) furent annexés :
  - La République subalpine, dont le territoire était constitué par le Piémont (septembre 1802).
  - Le duché de Parme (octobre 1802).
- Empire français (1804-1814)
Sous le Premier Empire français furent annexés :
  - Le royaume d'Étrurie qui recouvrait la Toscane (octobre 1807). La sœur de Napoléon Ier, Élisa, prend le titre de grande-duchesse de Toscane mais n'est pas souveraine.
  - Le reliquat des États de l'Église, après l'annexion des Marches par le royaume d'Italie intervenue en 1808, soit Rome, le Latium et l'Ombrie (mai 1809). À la naissance du fils de l'empereur en mars 1811, le futur Napoléon II, celui-ci fut titré roi de Rome. Ce titre n'emportait pas la souveraineté sur la région de Rome.
  - La région de Trieste, auparavant à l'empire d'Autriche, qui sont incorporées aux Provinces illyriennes (octobre 1809).

### Autres États
- Empire d'Autriche (1806-1809)

À la date de l'abolition du Saint-Empire en août 1806, le comté de Trieste reste à l'Autriche, érigée en empire. Ce comté de Trieste est incorporé aux Provinces illyriennes françaises en octobre 1809.
- Royaume de Bavière (1806-1810)

À la date de l'abolition du Saint-Empire en août 1806, la Bavière détient toujours le Tyrol italien, Trente et Brixen. En février 1810, ces territoires sont cédés au royaume d'Italie.
- Royaume de Sardaigne (1323-1861)

Pendant que la péninsule italienne se réorganisait politiquement sous l'influence française, l'île de Sardaigne resta un royaume indépendant où la maison de Savoie se réfugia après l'instauration de la République piémontaise (septembre 1798) dans la partie continentale des États de Savoie.
- République de Gênes (avril 1814-janvier 1815)

À la chute de l'empereur, un gouvernement provisoire est instauré à Gênes. En janvier 1815, Gênes est rattachée au royaume de Sardaigne.
- Royaume d'Étrurie (1801-1807)

Le grand-duché de Toscane fut aboli en mars 1801 et remplacé par un royaume d'Étrurie attribué à Louis de Bourbon-Parme, fils du duc de Parme Ferdinand III. Cet État fut annexé par l'Empire français en octobre 1807.
- Principauté de Guastalla (de mars à juillet 1806)

Détachée du royaume d'Italie, Guastalla forma une principauté souveraine pour Pauline Borghèse, sœur de Napoléon, en mars 1806. En juillet de la même année, elle revendit sa principauté à son frère en tant que roi d'Italie. Guastalla fit donc retour au royaume.
- Principauté de Lucques et Piombino (1805-1815)

La république de Lucques fut transformée en principauté le 7 juin 1805, au profit d'Élisa, sœur de l'empereur, et de son mari Félix Bacciochi. Dans le même temps Piombino fut détachée du royaume d'Étrurie pour être rattachée à la principauté nouvellement créée. Le territoire ainsi formé était donc discontinu, Lucques au nord et Piombino sur la côte toscane plus au sud étant séparés par le royaume d'Étrurie. En 1806, le territoire de l'ancien duché de Massa-Carrare, qui appartenait au royaume d'Italie, en fut détaché pour être rattaché à la principauté.
- Principauté de l'île d'Elbe (1814-1815)

Après la première abdication de Napoléon, il lui est concédé à titre viager et en toute souveraineté l'île d'Elbe, érigée en principauté. Par ailleurs, Napoléon garde son titre d'empereur. Après les Cent-Jours, la principauté est supprimée le 9 juin 1815. La majeure partie du territoire de la principauté, dont la totalité de l'île d'Elbe, est rattachée au grand-duché de Toscane.
- États de l'Église (1799-1809)

Le pape recouvra ses États après la chute de la République romaine en septembre 1799. Ceux-ci furent amputés des Marches, rattachées au royaume d'Italie en 1808. En mai 1809, les dernières possessions papales (Rome, Latium et Ombrie) furent annexées à l'Empire français.
- République de Saint-Marin (XIIIe siècle - *)

L'antique république est épargnée par Bonaparte lorsque les troupes françaises envahissent la péninsule. Elle devient totalement souveraine, détachée de toute obligation envers le pape lorsque ce dernier est privé de ses États en janvier 1799.
- République de Cospaia (1441-1826)

La minuscule république subsiste pendant toute la période napoléonienne. Elle devient totalement souveraine elle aussi, détachée de toute obligation envers le pape lorsque ce dernier est privé de ses États en janvier 1799.
- Royaume de Naples (1799-1816)

En mai 1799, la République parthénopéenne s'effondra et le royaume de Naples fut restauré au profit de Ferdinand de Bourbon, également roi de Sicile. Se succédèrent ensuite sur le seul trône de Naples Joseph Bonaparte en 1806, puis Joachim Murat en 1808. Ferdinand de Bourbon fut restauré en 1815.
- Principauté de Bénévent (1806-1814)

Enclave des États de l'Église dans le royaume de Naples, Bénévent fut érigée en principauté souveraine pour Talleyrand en 1806.
- Principauté de Pontecorvo (1806-1814)

Enclave des États de l'Église dans le royaume de Naples, Pontecorvo fut érigée en principauté souveraine pour Bernadotte en 1806.
- Royaume de Sicile (1458-1815)

Alors que la République parthénopéenne était proclamée à Naples en mai 1799, le roi Ferdinand de Bourbon se réfugia à Palerme, dans son royaume de Sicile. Cet État resta à la maison de Bourbon jusqu'en 1815, contrairement au royaume de Naples.

## Ducongrès de VienneauRisorgimento(1815-1861)
Après le congrès de Vienne, l'Italie est divisée entre les États suivants :
- Dépendances de l'empire d'Autriche
  - Royaume de Lombardie-Vénétie (1815–1866)

Après le congrès de Vienne, les territoires milanais et vénitien sont réunis pour former un royaume de Lombardie-Vénétie, dont l'empereur autrichien est le souverain, inclus dans l'empire d'Autriche mais qui reste hors de la Confédération germanique.
En 1859, le Milanais est réuni au royaume de Sardaigne (à l'exception du Mantouan).
En 1866, le Mantouan et la Vénétie sont cédés à l'Italie par l'empereur d'Autriche. Le royaume de Lombardie-Vénétie a vécu.
- Littoral autrichien (1813-1919)

Cet ensemble territorial comprenant notamment Trieste et Gorizia est annexé par l'empire d'Autriche en 1813.
Ces deux villes et les territoires qui en dépendent sont rendues à l'Italie au lendemain de la Première Guerre mondiale.
- Le Trentin et le Tyrol méridional (1814-1919)

Les régions du Trentin et du Tyrol italien, anciennes dépendances du royaume d'Italie de Napoléon, sont incorporées dans l'empire d'Autriche en 1814.
Elles sont réunies au royaume d'Italie au lendemain de la Première Guerre mondiale.
- Royaume de Sardaigne (1323-1861)

En 1815, le duché de Savoie et la principauté de Piémont, États personnels du roi de Sardaigne, dépendant auparavant du Saint-Empire romain germanique et distincts de la Sardaigne, sont intégrés dans le royaume.
En 1861 le roi de Sardaigne devient le premier roi d'Italie.
- Duché de Parme (1814-1860)

En 1814, le duché de Parme et Plaisance est rétabli, avec Guastalla, au profit de Marie-Louise d'Autriche. Les Bourbons, qui possédaient cet État avant 1802, sont installés à Lucques. À la mort de Marie-Louise en novembre 1847, ces derniers récupèrent le trône de Parme (sans Guastalla, rattachée au duché de Modène).
Après la victoire franco-sarde de Magenta le 4 juin 1859, le duc de Parme fuit la cité le 9. Un gouvernement provisoire est institué à la suite de cet événement. Un plébiscite le 12 mars 1860 décide le rattachement au royaume de Sardaigne, qui est effectif le 19 mars.
- Duché de Modène (1815-1860)

Modène redevient un duché souverain en 1815.
En 1847, à la suite de la mort de la duchesse de Massa et Carrare et de la réorganisation politique dans la région, le duché de Modène reçoit Guastalla du duché de Parme et l'enclave de Fivizzano du grand-duché de Toscane.
En 1848, une révolution chasse le duc François V. Modène se donne au royaume de Sardaigne, mais le duc est rétabli en mai 1849, soutenu par l'Autriche.
En 1859, le duc s'enfuit de Modène et un gouvernement provisoire est institué. Le 12 mars 1860 un plébiscite décide le rattachement de Modène au royaume de Sardaigne, effectif le 19.
- Duché de Massa et Carrare (1815-1829)

Le 9 juin 1815, le duché de Massa et Carrare, augmenté par d'anciens fiefs impériaux toscans de Lunigiane, est rétabli au profit de Marie-Béatrice d'Autriche-Este à titre viager. À sa mort en 1829, le duché est rattaché à celui de Modène.
- Duché de Lucques (1815-1847)

En 1815, Lucques devient la capitale d'un duché souverain attribué aux Bourbon-Parme, ceux-ci n'ayant pu recouvrer leur trône de Parme, attribué à Marie-Louise d'Autriche.
En septembre 1847, une révolution éclate à Lucques. Le duché est rattaché au Grand-duché de Toscane après que le duc Charles-Louis l'eut vendu (5 octobre) au grand-duc Léopold II. En novembre suivant, Charles-Louis monte sur le trône de Parme sous le nom de Charles II, à la mort de Marie-Louise.
- Grand-duché de Toscane (1815-1860)

Le grand-duché de Toscane est restauré en juin 1815.
Après le plébiscite du 12 mars 1860, la Toscane est rattachée au royaume de Sardaigne.
- États de l'Église (1815-1870)

Les États de l'Église sont restaurés.
En 1860, le pape perd au bénéfice du royaume de Sardaigne la Romagne, les Marches et l'Ombrie.
En 1870, il perd ses dernières possessions, le Latium et la ville de Rome, au profit du royaume d'Italie.
- République de Saint-Marin (XIIIe siècle -...)

La république de Saint-Marin est préservée après le congrès de Vienne.
- République de Cospaia (1441-1826)

La petite république ombrienne est rattachée aux États de l'Église le 26 juin 1826.
- Royaume des Deux-Siciles (1815–1860)

L'ancien roi de Naples et de Sicile Ferdinand de Bourbon récupère ses États, qui sont réunis en un seul royaume des Deux-Siciles.
En janvier 1848, la Sicile se rend indépendante à la suite d'un mouvement insurrectionnel mais est reconquise en mai 1849.
En 1860, le royaume est réuni au royaume de Sardaigne.

### Les États nés des révolutions de1848et1849
Pendant les années 1848 et 1849, des révolutions eurent lieu dans toute l'Italie, et plus largement dans toute l'Europe. Si dans la plupart des villes ou régions, elles furent rapidement réprimées (Gênes, Milan…), elles aboutirent à l'instauration de véritables entités étatiques dans certaines d'entre elles, où des gouvernements provisoires remplacèrent pendant plusieurs mois les autorités en place.
- République de Saint-Marc (mars 1848-août 1849)

Une révolution éclate à Venise et instaure une république en mars 1848. La reddition de la cité est proclamée en août 1849 face aux troupes autrichiennes et Venise réintègre le royaume de Lombardie-Vénétie autrichien.
- République de Florence (février-mai 1849)

Le 16 février 1849, une république est proclamée à Florence. Le grand-duc Léopold II est restauré par les troupes autrichiennes en mai suivant.
- République romaine (février-juillet 1849)

À la suite de troubles intervenus en novembre 1848, le pape Pie IX s'est réfugié le 24 novembre suivant dans le royaume des Deux-Siciles. Le 9 février 1849, il est déchu de ses pouvoirs temporels et la République romaine est instaurée. Celle-ci capitule le 4 juillet suivant, la France ayant envoyé des troupes afin de restaurer le souverain pontife.
- État de Sicile (janvier 1848-mai 1849)

Une révolution éclate à Palerme le 12 janvier 1848. Un gouvernement provisoire est instauré et les Bourbons sont chassés. Le 15 mai 1849, les troupes de Ferdinand II de Bourbon reconquièrent la cité et la monarchie est restaurée.

## L'Italie unifiée
Après le rattachement au royaume de Sardaigne :
- en 1859 du Milanais (issu du royaume de Lombardie-Vénétie) ;
- en 1860 du duché de Parme, du duché de Modène, du grand-duché de Toscane, de la Romagne, des Marches et de l'Ombrie (régions issues des États pontificaux) et du royaume des Deux-Siciles,

l'unification italienne fut concrétisée en 1861 par la création du royaume d'Italie.
Elle fut achevée avec le rattachement à ce royaume des reliquats du royaume de Lombardie-Vénétie (Vénétie) en 1866 et des États pontificaux (Latium) en 1870. En 1919, des territoires issus de l'empire d'Autriche seront également rattachés au royaume d'Italie (Trentin, Tyrol méridional, Littoral autrichien).
Les régimes politiques suivants se succèdent :
- Royaume d'Italie (1861-1946)
- République italienne (1946-*)

### Autres États

#### États disparus
Pendant cette période, les entités suivantes eurent une brève existence :
- État libre de Fiume (1920-1924)

Fiume (aujourd'hui Rijeka, en Croatie), ancienne possession de l'empire d'Autriche, devient la capitale d'un État libre en novembre 1920. En mars 1924, cet État est annexé à l'Italie. En 1947, l'ancien État libre de Fiume (dont Rijeka et sa partie de l'Istrie) est rattaché à la Yougoslavie.
- République sociale italienne (1943-1945)

Cet État est créé en 1943 dans le nord de l'Italie après que Mussolini eut été libéré par un commando allemand. Il prend fin avec la mort de Mussolini en 1945. Pendant ces deux années, le royaume d'Italie subsiste à Rome et dans le sud de la péninsule.
- Territoire libre de Trieste (1947-1954)

Cette entité n'est pas à proprement parler un État, dans la mesure où elle n'avait pas de gouvernement propre mais était gouvernée par les forces américaine et britannique (zone A, avec la ville de Trieste) et par les forces yougoslaves (zone B, au sud). Cependant, le territoire émit ses propres monnaies et timbres.
Le territoire libre de Trieste fut créé en 1947 dans des régions issues de l'empire d'Autriche et annexées au royaume d'Italie au lendemain de la Première Guerre mondiale. En 1954, la zone A fut rattachée à l'Italie et la zone B à la Yougoslavie.

#### États subsistant aujourd'hui
Aujourd'hui, subsistent dans la péninsule, outre la République italienne, les États suivants :
- République de Saint-Marin (XIIIe siècle - *)

L'antique république n'est pas rattachée au royaume d'Italie lors de l'unification italienne.
- État de la cité du Vatican (1929-*)

Lors des accords du Latran du 11 février 1929 signés entre Mussolini et le représentant de Pie XI, est créé l'État de la cité du Vatican, le plus petit État du monde, enclavé dans Rome. Le pape recouvre ainsi un pouvoir temporel dont il avait été privé depuis la perte du Latium en 1870.